# Wiadomości Bieżące NSZ – I A
Wiadomości Bieżące NSZ – I A – oficjalny organ prasowy Komendy Okręgu IA Warszawa – miasto Narodowych Sił Zbrojnych, tygodnik, ukazywał się w 1943 roku.
Pismo było odbijane na powielaczu. Liczyło 6 stron formatu A4. Posiadało charakter informacyjno-propagandowy. Oprócz stałych rubryk, w których omawiano sytuację militarną na poszczególnych frontach wojny (co zajmowało prawie połowę objętości) oraz wiadomości z terenu, zamieszczano w nim także komentarze dotyczące sytuacji politycznej.